# Чугунный мостик
Чугунный мост — мост, перекинутый через реку Славянку в Павловском парке рядом с Храмом Дружбы.
Первый мост на этом месте был построен из камня в 1780-х годах, он был украшен вазами и гипсовыми сфинксами.
В 1823 году взамен него установили чугунный (предположительно, в связи с тем, что украшения старого моста обветшали). Вероятно, автором рисунков, по которым чугунный мост был отлит на Александровском литейном заводе, был К. И. Росси (предположение основано на характере рисунков и его связи как с заводом Кларка, «держатель которого» предоставил рисунки, так и с Павловском).
Массивные устои из гладко обтёсанного серого пудостского известняка выдвинуты в русло реки, на них расположен сам мост с оградой из пересекающихся овалов, скреплённых небольшими розетками. Чугунные постаменты, к которым крепится решётка, по бокам украшены барельефами с дельфинами, повторяющими метопы Храма Дружбы; на них стоят широкие вазы.
Проезжая часть моста выгнута, покрыта чугунными плитками ромбовидной формы с рифлёной поверхностью.

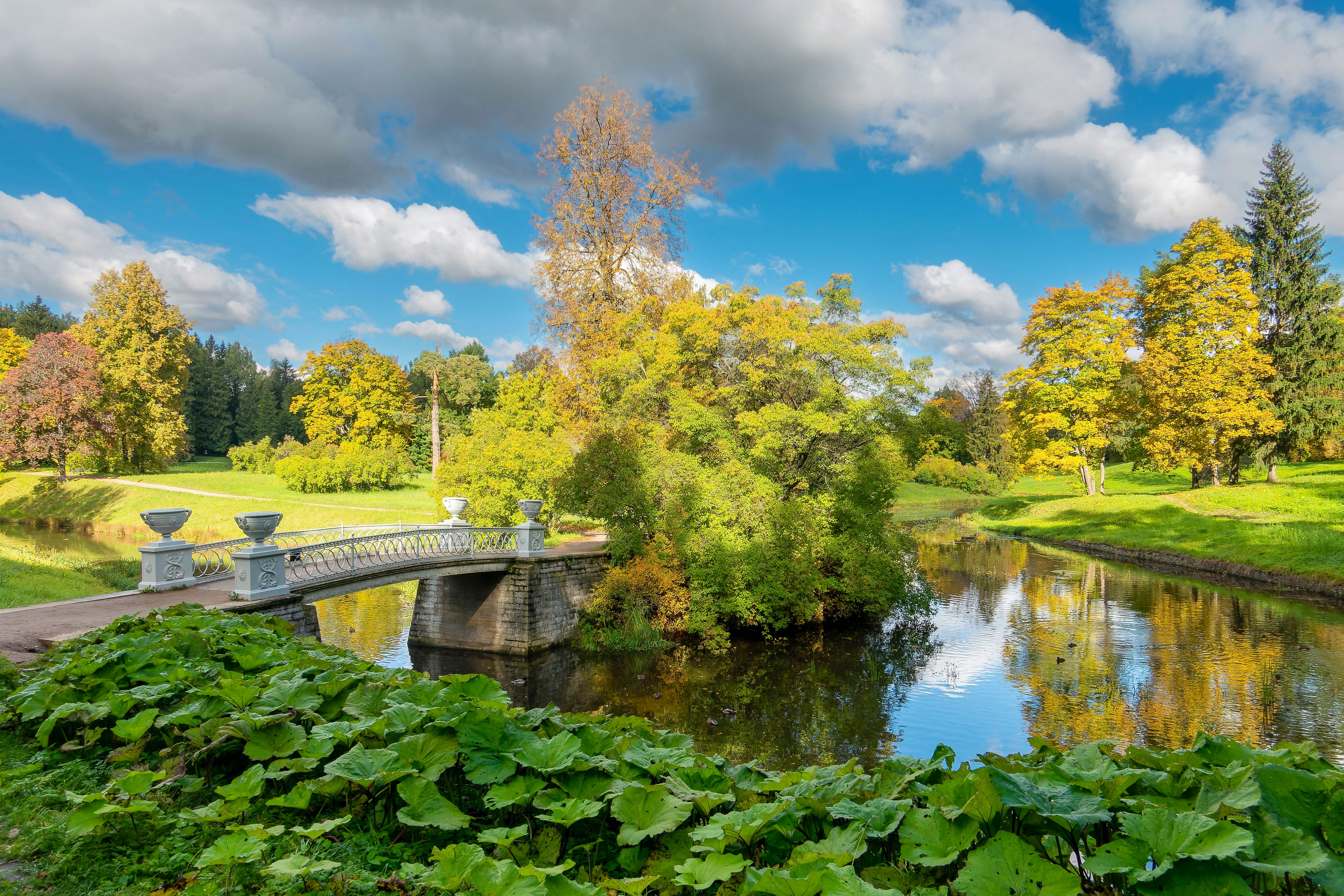
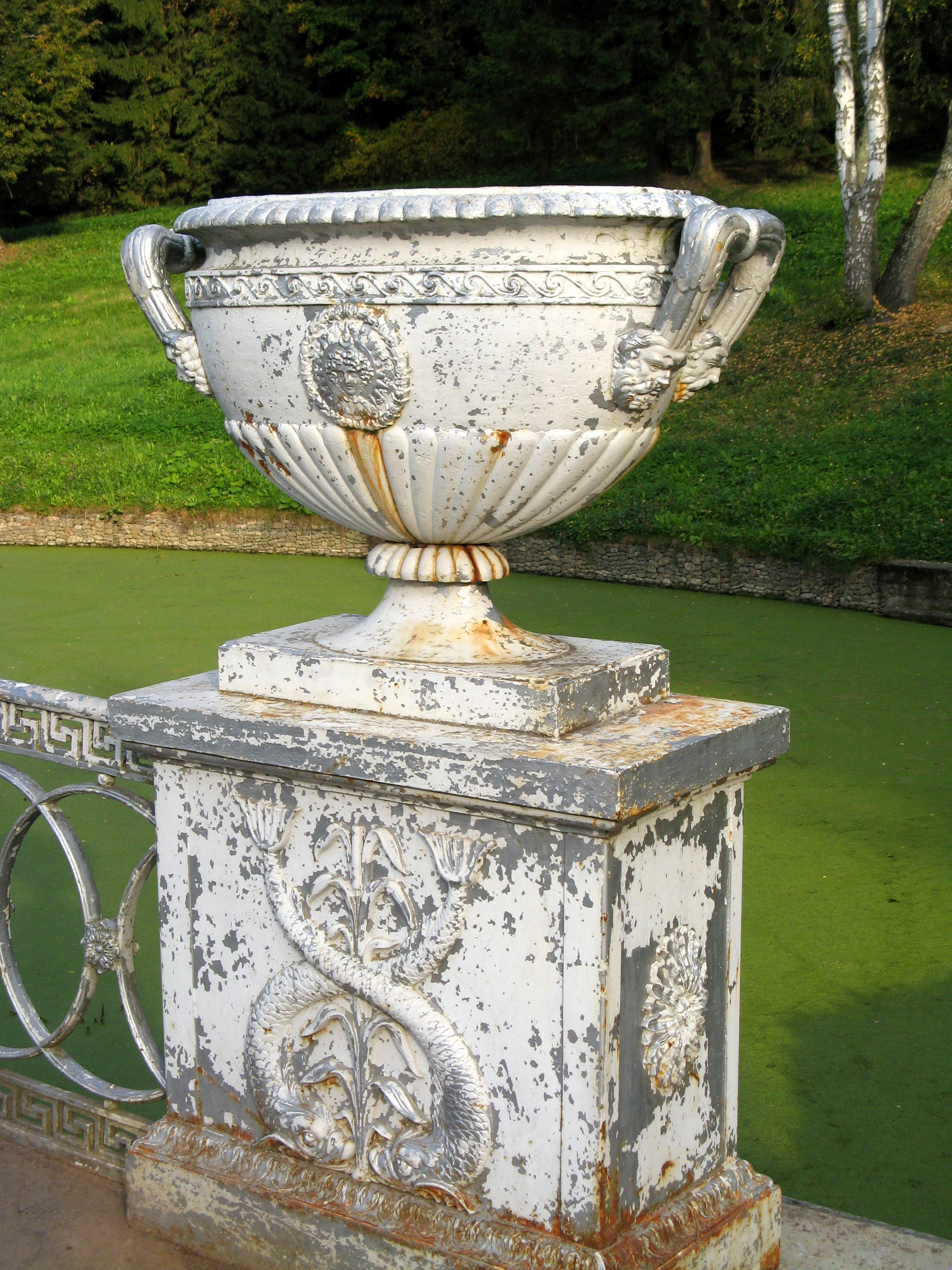
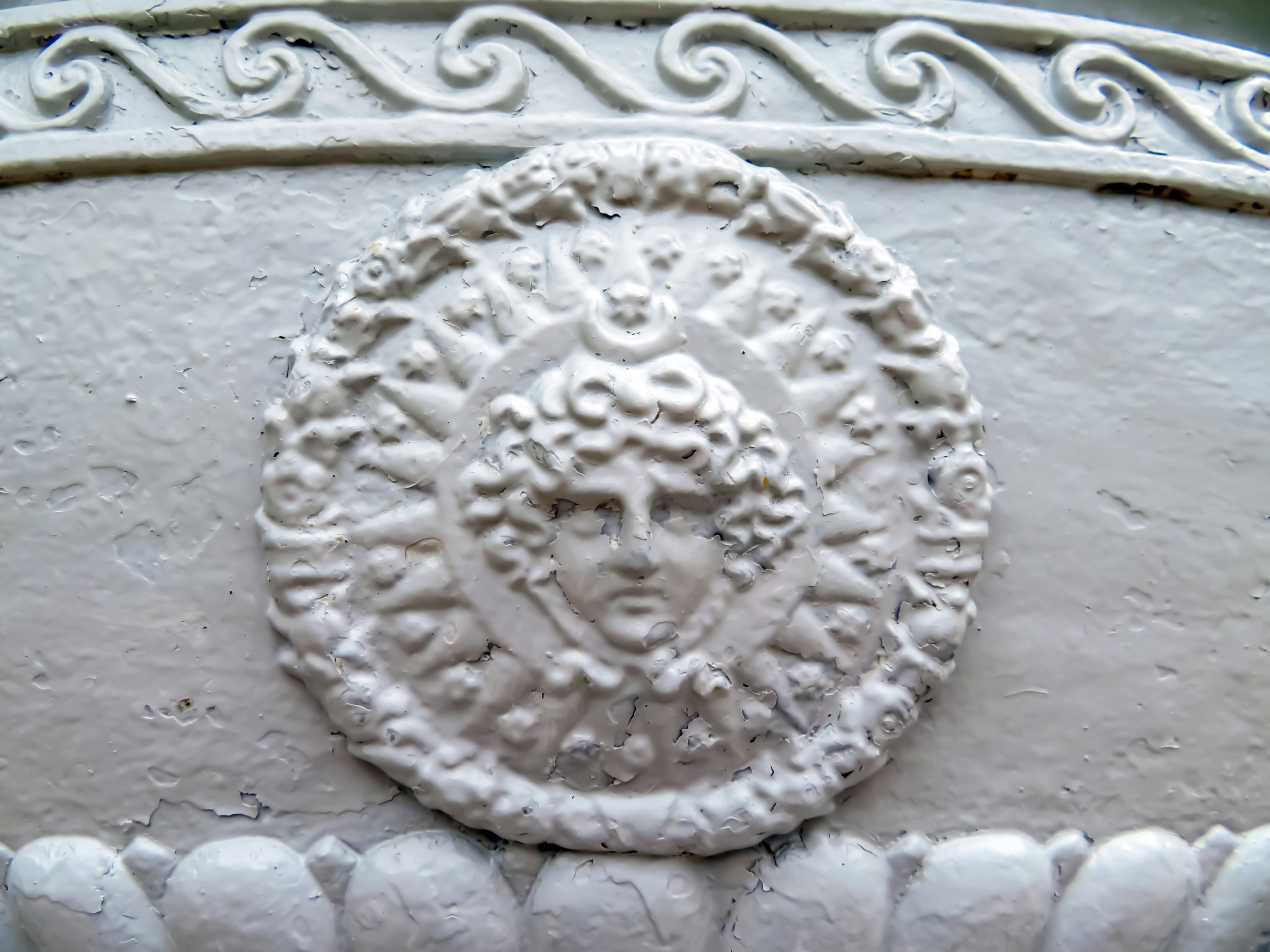
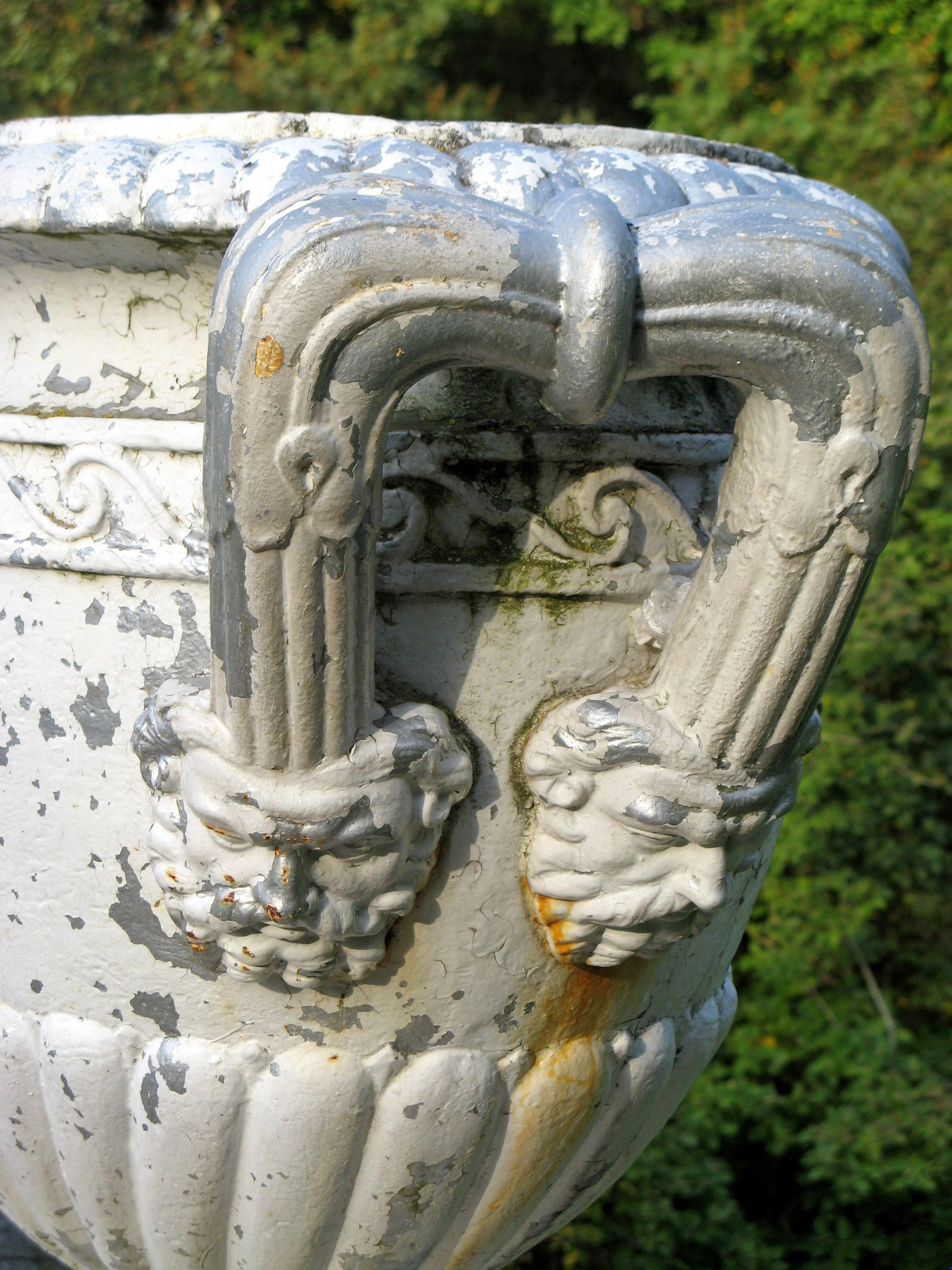
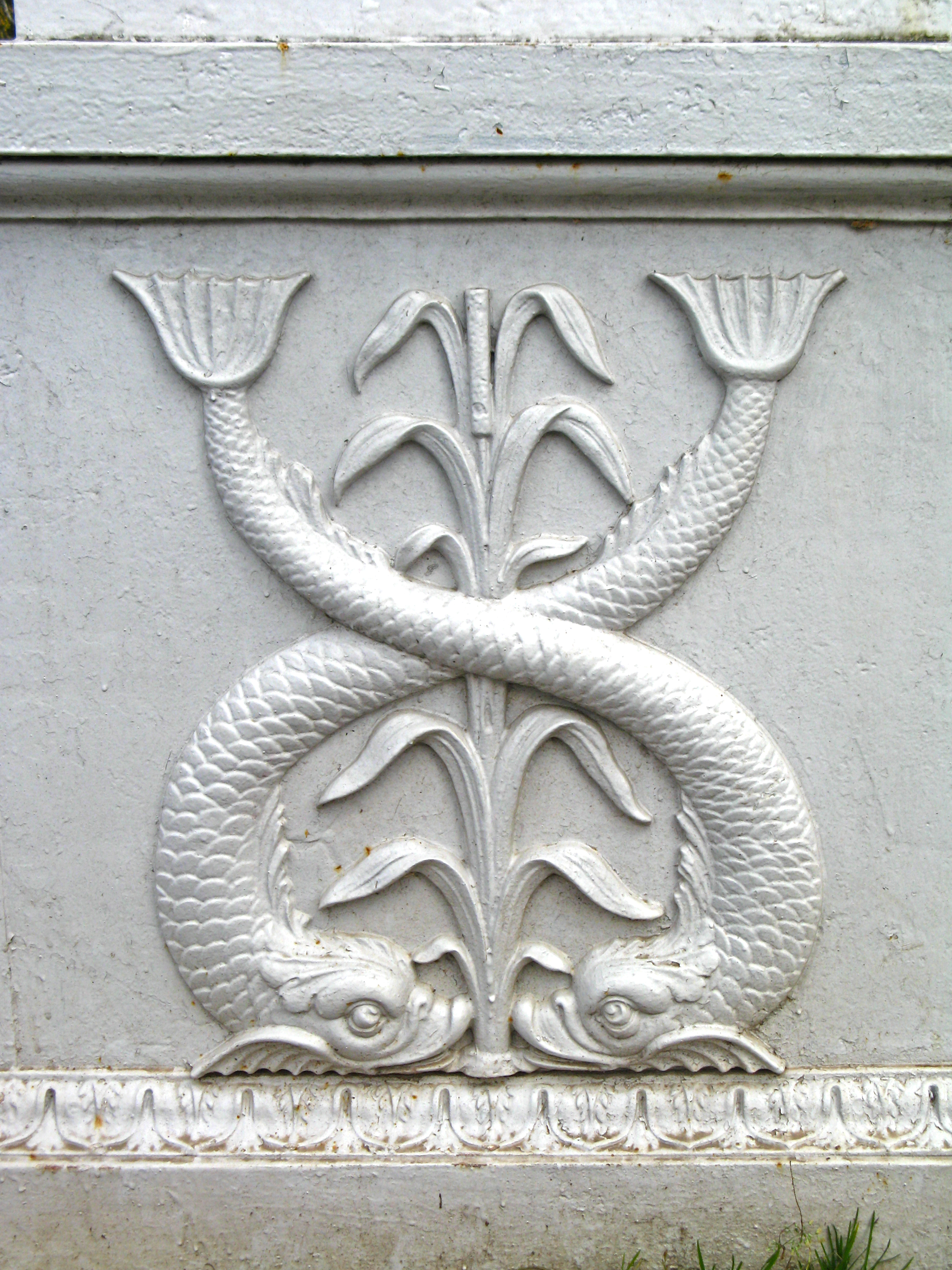